# Kráskarebrény

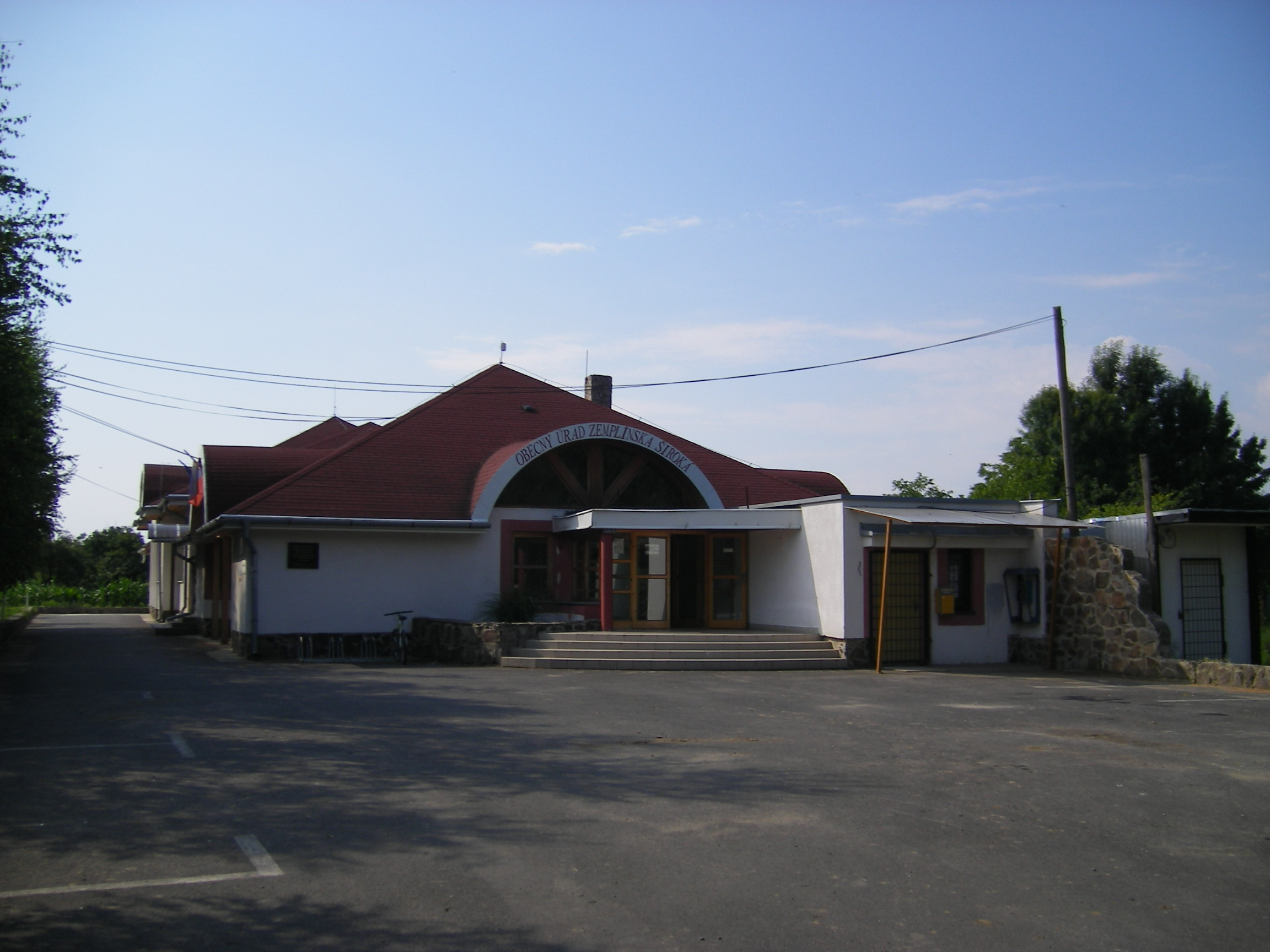
Kráskarebrény községi hivatala

Kráskarebrény (szlovákul: Zemplínska Široká) község Szlovákiában, a Kassai kerület Nagymihályi járásában. Kráska és Rebrény települések egyesítésével jött létre.

## Fekvése
Nagymihálytól 8 km-re délkeletre, a Laborc bal oldalán fekszik.

## Története
Már a római korban emberi település volt itt. A község területén egy, a 4. századból származó arany brosstűt találtak.
Rebrény valószínűleg a 11. században, míg Kráska a 15. században, vagy a 16. század első felében keletkezett.
A két települést 1961-ben egyesítették.

## Népessége
| Év:            | 1994. | 2004.   | 2014.   | 2024.   |
| -------------- | ----- | ------- | ------- | ------- |
| Emberek száma: | 816   | 871     | 951     | 1025    |
| Eltérés:       |       | +6,74 % | +9,18 % | +7,78 % |

| Év:            | 2023. | 2024.   |
| -------------- | ----- | ------- |
| Emberek száma: | 1027  | 1025    |
| Eltérés:       |       | -0,19 % |

2001-ben 884 lakosából 850 szlovák volt.
2011-ben 963 lakosából 857 szlovák.

## Nevezetességei
- Kráska görögkatolikus temploma 1802-ben épült.
- Ortodox temploma 1930-ban készült.

## Lásd még
- Kráska
- Rebrény